# ارنست هاپل
ارنست فرانز هرمان هاپل (به آلمانی: Ernst Franz Hermann Happel) (زادهٔ ۲۹ نوامبر ۱۹۲۵ – درگذشتهٔ ۱۴ نوامبر ۱۹۹۲) بازیکن و مربی فوتبال اهل اتریش بود.
قهرمانی در هر دو جام لیگ برتر و جام حذفی کشورهای هلند، بلژیک، آلمان و اتریش و هم‌چنین دو قهرمانی جام باشگاه‌های اروپا در سال‌های ۱۹۷۰ و ۱۹۸۳ به همراه نایب‌قهرمانی جام جهانی ۱۹۷۸، او را تبدیل به یکی از برجسته‌ترین مربیان تاریخ فوتبال کرده‌است. او نخستین مربی بود که موفق شد با دو تیم متفاوت، قهرمان جام باشگاه‌های اروپا شود؛ کاری که پس از او تنها شش مربی (کارلو آنچلوتی، اوتمار هیتسفلد، ژوزه مورینیو ، یوپ هاینکس،  پپ گواردیولا و لوییس انریکه) موفق به انجام آن شده‌اند. او هم‌چنین در کنار ژوزه مورینیو، کارلو آنچلوتی، جووانی تراپاتونی، تومیسلاو ایویچ و اریک گرتس، یکی از شش مربی است که موفق شده‌اند در حداقل چهار کشور مختلف قهرمان لیگ داخلی بشوند.

## زندگی شخصی
در سال ۱۹۳۸، هر بازیکن جوانی که می‌خواست برای راپید وین بازی کند، می‌بایست ابتدا در شاخه جوانان هیتلری عضو می‌شد؛ زیرا اتریش تحت سیطره حزب ناسیونال‌سوسیالیست کارگران آلمان قرار داشت؛ بنابراین همه بازیکنان جوانان راپید وین به‌طور خودکار به عضویت شاخه جوانان هیتلری درمی‌آمدند؛ ارنست گفته‌است که آن‌قدر از خواندن سرودها و شعرهای آن‌ها امتناع ورزیده‌است تا اینکه او را از آن‌جا اخراج کرده‌اند و او نتوانست مجوز لازم برای بازی در این تیم را کسب کند؛ او در سال ۱۹۴۳ مجبور شد جهت انجام سربازی به جبهه شرقی اعزام شود؛ اگرچه او هرگز در عملیاتی شرکت نکرد اما در سال ۱۹۴۵ توسط آمریکایی‌ها دستگیر شد؛ او در مونیخ از واگن قطار پایین پرید و فرار کرد؛ چند ماه طول کشید تا او راه خود را به وین پیدا کند و بازگردد؛ او با این عذر که از دور، خانهٔ خود را که هنوز پابرجا بوده مشاهده کرده، به‌طور قاچاقی و غیرقانونی وارد منطقه تحت اشغال شوروی شده‌بود. بعد از این اتفاق، هاپل پس از گذشت مدتی دوباره مشغول بازی در راپید وین شد.

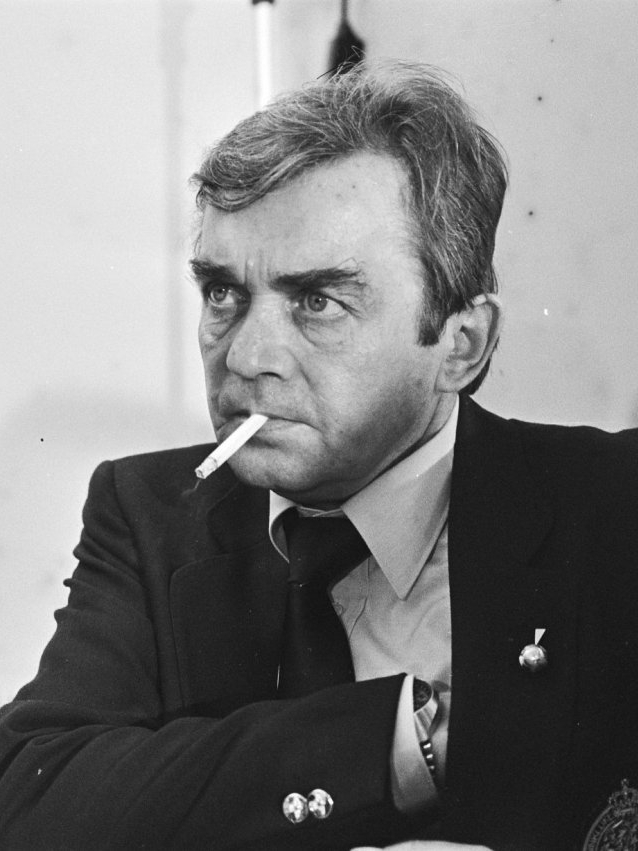
ارنست هاپل در سال ۱۹۷۸

ارنست هاپل هرگز ازدواج نکرد. یکی از بازیکنان سابق او، بیرجر ینسن، می‌گوید او کمی تنها بود در حالی که همیشه سیگار و کنیاک او را همراهی می‌کرد. با این وجود او با دوستان اتریشی خود دیدار می‌کرد و از ورق بازی، استخر و دارت لذت می‌برد.

## مرگ

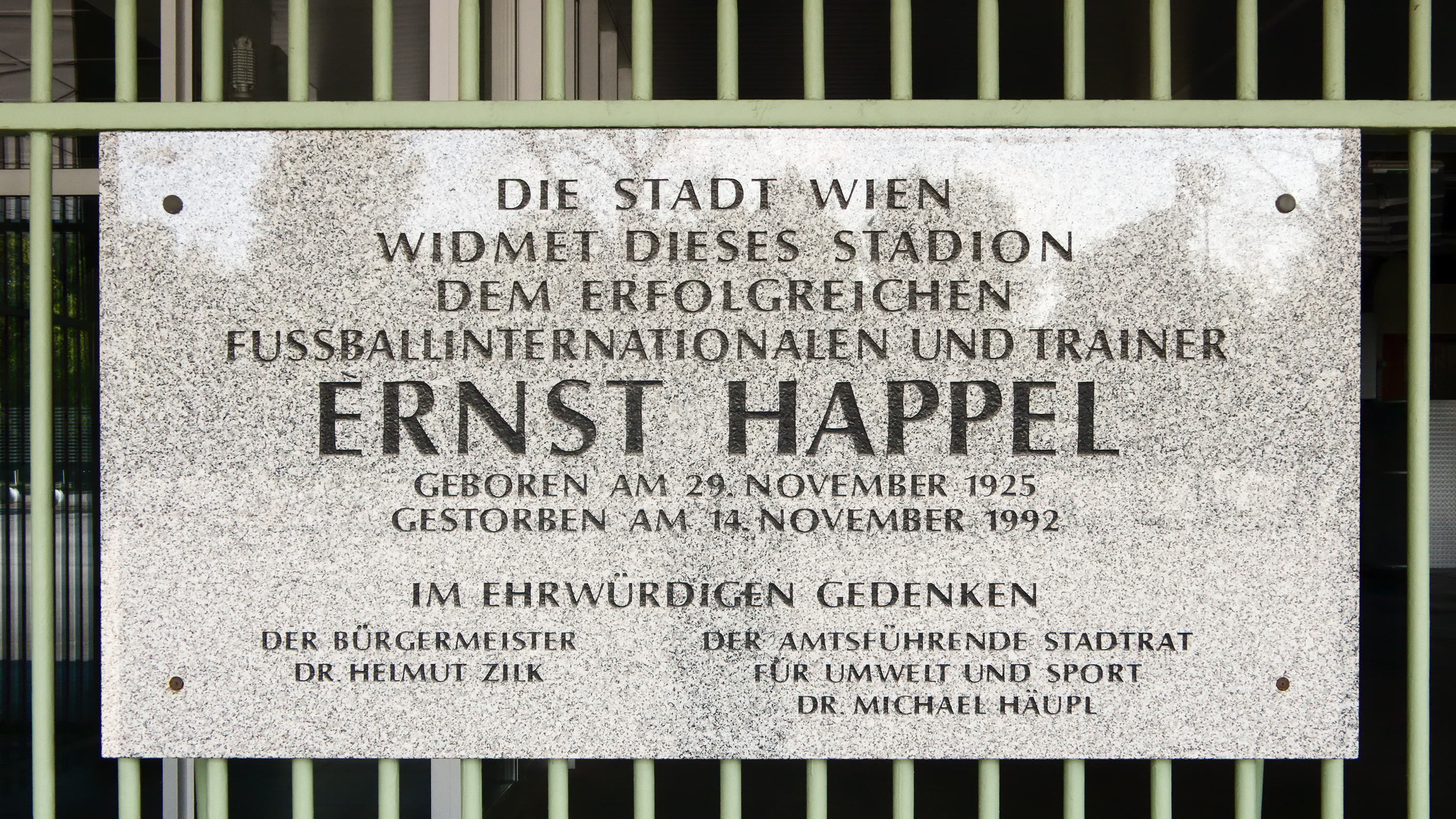
پلاک یادبود نصب شده در ورزشگاه ارنست هاپل

هاپل یک سیگاری قهار بود و در بخش زیادی از زندگی خود، این عادت را ادامه داد؛ او سرانجام در سال ۱۹۹۲ و در سن ۶۶ سالگی، بر اثر سرطان ریه درگذشت. پس از درگذشت او، بزرگترین ورزشگاه وین به ورزشگاه ارنست هاپل تغییر نام داد. چهار روز پس از درگذشت او، اتریش به مصاف آلمان رفت که بازی با نتیجه ۰–۰ مساوی به پایان رسید؛ کلاه هاپل در تمام طول مسابقه روی نیمکت قرار داشت.

## افتخارات

### بازیکن[۳]
راپید وین
- بوندس‌لیگا اتریش: ۴۶–۱۹۴۵، ۴۸–۱۹۴۷، ۵۱–۱۹۵۰، ۵۲–۱۹۵۱، ۵۴–۱۹۵۳، ۵۷–۱۹۵۶
- جام حذفی اتریش: ۴۶–۱۹۴۵
- جام زنتروپا: ۱۹۵۱

اتریش
- جام جهانی، مقام سوم: ۱۹۵۴

### مربی[۳]
ادو دن هاخ
- جام حذفی هلند: ۶۸–۱۹۶۷

فاینورد
- لیگ برتر هلند: ۷۱–۱۹۷۰
- جام باشگاه‌های اروپا: ۷۰–۱۹۶۹
- جام بین قاره‌ای: ۱۹۷۰

کلوب بروژ
- لیگ برتر بلژیک: ۷۶–۱۹۷۵، ۷۷–۱۹۷۶، ۷۸–۱۹۷۷
- جام حذفی بلژیک: ۷۷–۱۹۷۶

استاندارد لیژ
- جام حذفی بلژیک: ۸۱–۱۹۸۰
- سوپر جام بلژیک: ۱۹۸۱

هلند
- جام جهانی، نایب‌قهرمان: ۱۹۷۸

هامبورگ
- بوندس‌لیگا: ۸۲–۱۹۸۱، ۸۳–۱۹۸۲
- جام حذفی آلمان: ۸۷–۱۹۸۶
- جام باشگاه‌های اروپا: ۸۳–۱۹۸۲

سواروفسکی تیرول
- لیگ برتر اتریش: ۸۹–۱۹۸۸، ۹۰–۱۹۸۹
- جام حذفی اتریش: ۸۹–۱۹۸۸

### جوایز فردی
- مربی سال اروپا (جایزه سپ هربرگر): ۱۹۷۸، ۱۹۸۳
- مربی فصل اروپا: ۸۳–۱۹۸۲
- نهمین مربی برتر تاریخ به انتخاب فرانس فوتبال: ۲۰۱۹[۴]
- نهمین مربی برتر تاریخ به انتخاب ورلد ساکر: ۲۰۱۳
- چهاردهمین مربی برتر تاریخ به انتخاب ای‌اس‌پی‌ان: ۲۰۱۳[۵]